# Tenggilis Mejoyo (plaats)
Tenggilis Mejoyo is een bestuurslaag in het regentschap Surabaya van de provincie Oost-Java, Indonesië. Tenggilis Mejoyo telt 15.540 inwoners (volkstelling 2010).